# میسی باربر
میسی باربر (انگلیسی: Maycee Barber؛ زادهٔ ۱۸ مهٔ ۱۹۹۸) ورزشکار هنرهای رزمی ترکیبی اهل ایالات متحده آمریکا است. وی از سال ۲۰۱۷ میلادی تاکنون مشغول فعالیت بوده‌است.